# Praeanthropus
A Praeanthropus nemet Asfaw és társai 1999-ben írták le a P. garhi fajjal, C. J. Cela-Conde és F. J. Ayala 2003-ban teljesen önálló alcsaládba sorolta, és megszüntették vele a 2001-ben leírt Orrorin nemet. A nemet alkotó öt fajt már meglévő nemekből csoportosították ide.
- P. anamensis = Australopithecus anamensis
- P. africanus = Australopithecus afarensis
- P. bahrelghazali = Australopithecus bahrelghazali
- P. garhi = Australopithecus garhi
- P. tugenensis = Orrorin tugenensis

Ez a csoport jól körülhatárolható korban és területen élt. A miocén végéről egy lelete ismert Kenyából, majd a pliocénből 32 etiópiai, 3 kenyai, 2 tanzániai és 1 csádi előfordulás.
Az új csoport még nem általánosan elfogadott.

## Lásd még
- Az emberfélék fosszíliáinak listája
- Australopithecus
- Orrorin tugenensis